# Ottica (Euclide)

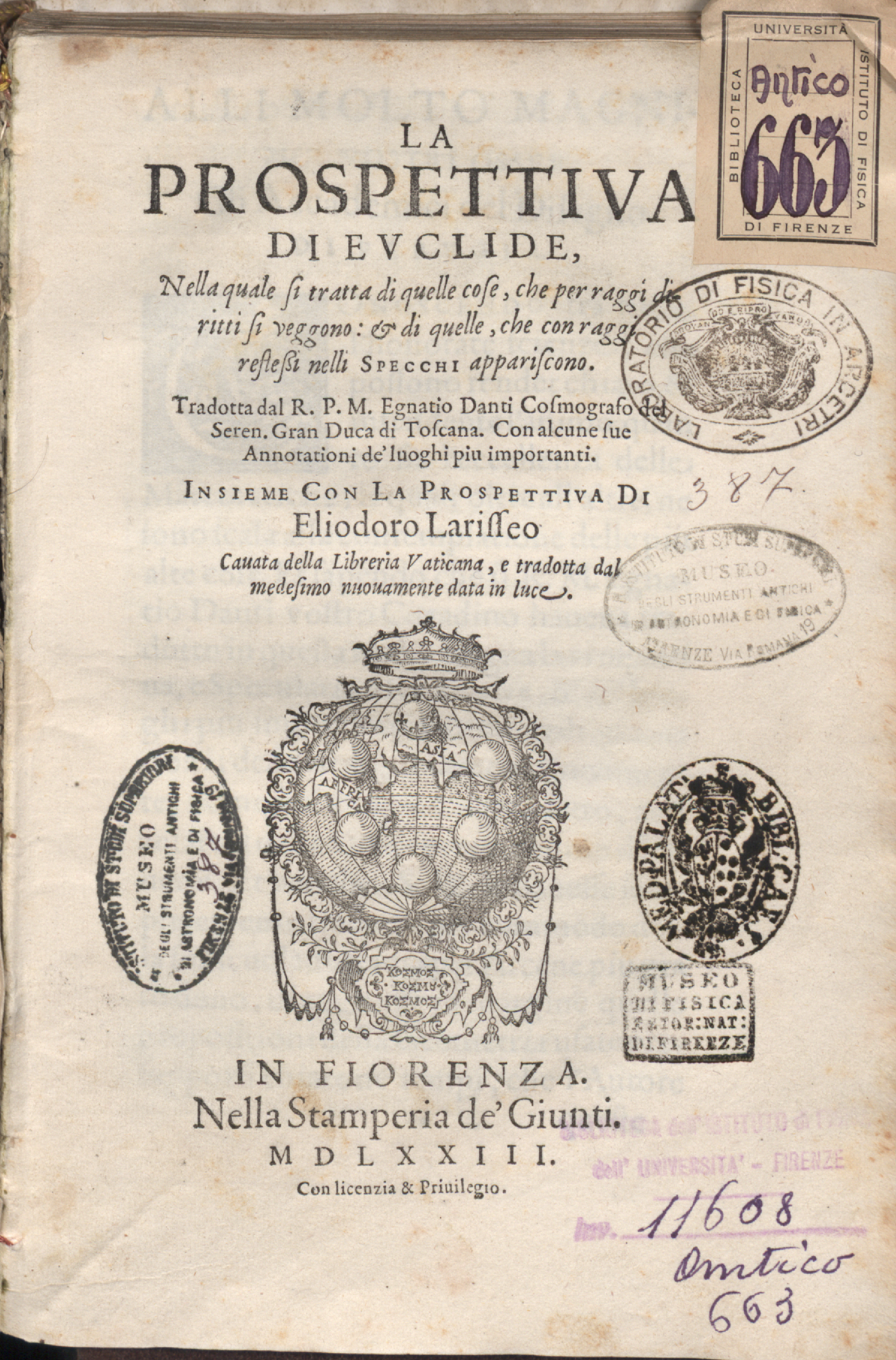
Edizione italiana del 1573

L'Ottica (in lingua greca: Ὀπτικά) di Euclide è un'opera sulla geometria della visione scritta dal matematico greco antico Euclide intorno al 300 a.C. Il più antico manoscritto sopravvissuto dell'Ottica è in lingua greca e risale al X secolo.
L'opera tratta quasi interamente della geometria della visione, con scarsi riferimenti agli aspetti fisici o psicologici della vista. Nessuno scienziato occidentale aveva precedentemente prestato tale attenzione matematica alla vista. L'Ottica di Euclide ha influenzato il lavoro di scienziati e artisti del Rinascimento greco, islamico e dell'Europa occidentale successivi.

## Significato storico
Gli scrittori prima di Euclide avevano sviluppato alcune teorie della visione. Tuttavia, le loro opere erano per lo più di natura filosofica e mancavano della matematica introdotta da Euclide nella sua Ottica. Gli sforzi dei Greci prima di Euclide riguardavano principalmente la dimensione fisica della visione: mentre Platone ed Empedocle pensavano al raggio visivo come «un'emanazione luminosa ed eterea», il trattamento matematico della vista da parte di Euclide faceva parte della più ampia tendenza ellenistica a quantificare un'intera gamma di campi scientifici.
L'Ottica fornì a un nuovo approccio allo studio della visione, e influenzò gli scienziati successivi. In particolare, Claudio Tolomeo utilizzò il trattamento matematico della visione di Euclide e la sua idea di un cono visivo in combinazione con le teorie fisiche nell'Ottica di Tolomeo, che è stata definita «una delle opere più importanti sull'ottica scritte prima di Newton». Artisti del Rinascimento come Brunelleschi, Alberti e Dürer usarono l'Ottica di Euclide nel proprio lavoro sulla prospettiva lineare.
A Teone di Alessandria è attribuito un Commento all'Ottica di Euclide che, per la sua semplificazione, si ritiene sia stata una raccolta di appunti di lezione da parte di uno studente di Teone.

## Struttura e metodo
Simile al ben più famoso lavoro di Euclide sulla geometria, gli Elementi, l'Ottica inizia con un piccolo numero di definizioni e postulati, che sono poi utilizzati per dimostrare, mediante ragionamento deduttivo, un corpo di proposizioni geometriche («teoremi», nella terminologia moderna) sulla visione.
Nell'Ottica i postulati sono:
Si assuma
1. che raggi rettilinei che procedono dall'occhio divergono indefinitamente;
2. che la figura contenuta da un insieme di raggi visivi è un cono il cui vertice è all'occhio e la base alla superficie degli oggetti visti;
3. che si vedono quelle cose su cui cadono i raggi visivi e non si vedono quelle cose su cui non cadono i raggi visivi;
4. che le cose viste sotto un angolo maggiore sembrano più grandi, quelle sotto un angolo minore sembrano più piccole e quelle sotto angoli uguali sembrano uguali;
5. che cose viste da raggi visivi superiori appaiano più alte e le cose viste da raggi visivi inferiori appaiano inferiori;
6. che similmente le cose viste dai raggi più a destra appaiano più a destra, e le cose viste dai raggi più a sinistra appaiano più a sinistra;
7. che le cose viste da più angolazioni siano viste più chiaramente.

Il trattamento geometrico del soggetto segue la stessa metodologia degli Elementi .

## Contenuto
Euclide presuppone che l'occhio veda gli oggetti che si trovano all'interno del suo cono visivo. Il cono visivo è costituito da linee rette, o raggi visivi, che si estendono verso l'esterno dall'occhio. Questi raggi visivi sono discreti, ma percepiamo un'immagine continua perché i nostri occhi, e quindi i nostri raggi visivi, si muovono molto rapidamente. Poiché i raggi visivi sono discreti, tuttavia, è possibile che piccoli oggetti giacciano invisibili tra di loro: questo spiega la difficoltà nella ricerca di un ago caduto, in quanto sebbene l'ago possa trovarsi all'interno del campo visivo, fino a quando i raggi visivi dell'occhio non cadono sull'ago esso non sarà visto. I raggi visivi discreti spiegano anche l'aspetto nitido o sfocato degli oggetti: secondo il postulato 7, più un oggetto è vicino, più raggi visivi cadono su di esso e più appare dettagliato o nitido; questo è un primo tentativo di descrivere il fenomeno della risoluzione ottica .
Gran parte del lavoro considera la prospettiva, il modo in cui un oggetto appare nello spazio rispetto all'occhio. Ad esempio, nella proposizione 8, Euclide sostiene che la dimensione percepita di un oggetto non è correlata alla sua distanza dall'occhio da una semplice proporzione.